# Szent Márton-dóm (Pozsony)
A Szent Márton-dóm (szlovákul: Dóm svätého Martina, németül: Martinsdom, ismert még mint a pozsonyi koronázótemplom), a 15. században épült gótikus székesegyház Pozsony történelmi városrészében. Ez a város legnagyobb és legjelentősebb római katolikus temploma, a pozsonyi főegyházmegye főszékesegyháza. Összesen tizenegy Habsburg-házi magyar uralkodót, valamint nyolc magyar királynét koronáztak meg itt. Ez ma a város második legkeresettebb turisztikai látványossága a pozsonyi vár után. 2008. február 14. óta pedig az újonnan alapított Pozsonyi Főegyházmegye székesegyháza.

## Története
Az első pozsonyi templomot vélhetőleg a várban alakították ki, ahol a prépostság és a káptalan székhelye is volt. Ez azonban később a vár védelmi funkciója révén kedvezőtlenné vált, ezért Imre király megkérte III. Ince pápát a prépostság átköltöztetésére a váraljába. 1204-ben megkapta az engedélyt, és a hivatal el is költözött. III. Honoriusz pápa 1221-ben engedélyt adott a templom elköltöztetésére is. A mai dóm helyén állt egykori román stílusú templom építését ebben az időben kezdték el, a Legszentebb Megváltónak szentelték (vélhetőleg a vártemplom is neki volt szentelve). Ebben a templomban három  oltár volt, melyeket a Legszentebb Megváltónak, Szűz Máriának és Szent Istvánnak szenteltek. A Szent Márton-dóm így a legrégibb pozsonyi plébánia. 1302-től a prépost és a város egyezségének értelmében a város lakossága is használhatta a templomot, ami azonban gyorsan kicsinek bizonyult, így 1311 és 1314 között köréje külső falakat emeltek, és ezáltal lényegében egy új, nagyobb templomot építettek fel. Azt már gótikus stílusban emelték, és magába foglalta az előző templomot is, amelyet akkor még nem bontottak le. Feltehetőleg eredetileg háromhajós bazilikát szerettek volna építeni, de végül megmaradtak az egyterű háromhajós templom mellett. Felszentelése csak 1452-ben történt meg, Gergely esztergomi érsek által, a Legszentebb Megváltó (a régi templom) és Szent Márton (az új templom) tiszteletére. Ebben a templom szentélye a mainak csak közel a harmadát tehette ki. Mátyás király idejében 1467–1487 között került sor a templom mai méretűre történő megnagyobbítására, feltehetőleg ekkor tűnt el a Szent Megváltó temploma. Ez az évszám a boltívek tartópillérein több helyen is fel van tüntetve. Később a 15. és 18. század között többször átépítették, s toldották meg újabb részekkel. 1863 és 1878 között, Heiler Károly kanonok idejében eredeti gótikus stílusát Lippert József építész tervei szerint megújították. Ezt a 20. század közepén „sikerült” részlegesen tönkretenni, majd az 1972-ben átadott Szlovák Nemzeti Felkelés hídról levezető forgalommal elvágni a Váraljától. 1563 és 1830 között itt koronáztak meg 11 magyar királyt és 8 királynét/királynőt.
A dómban található kápolnák:

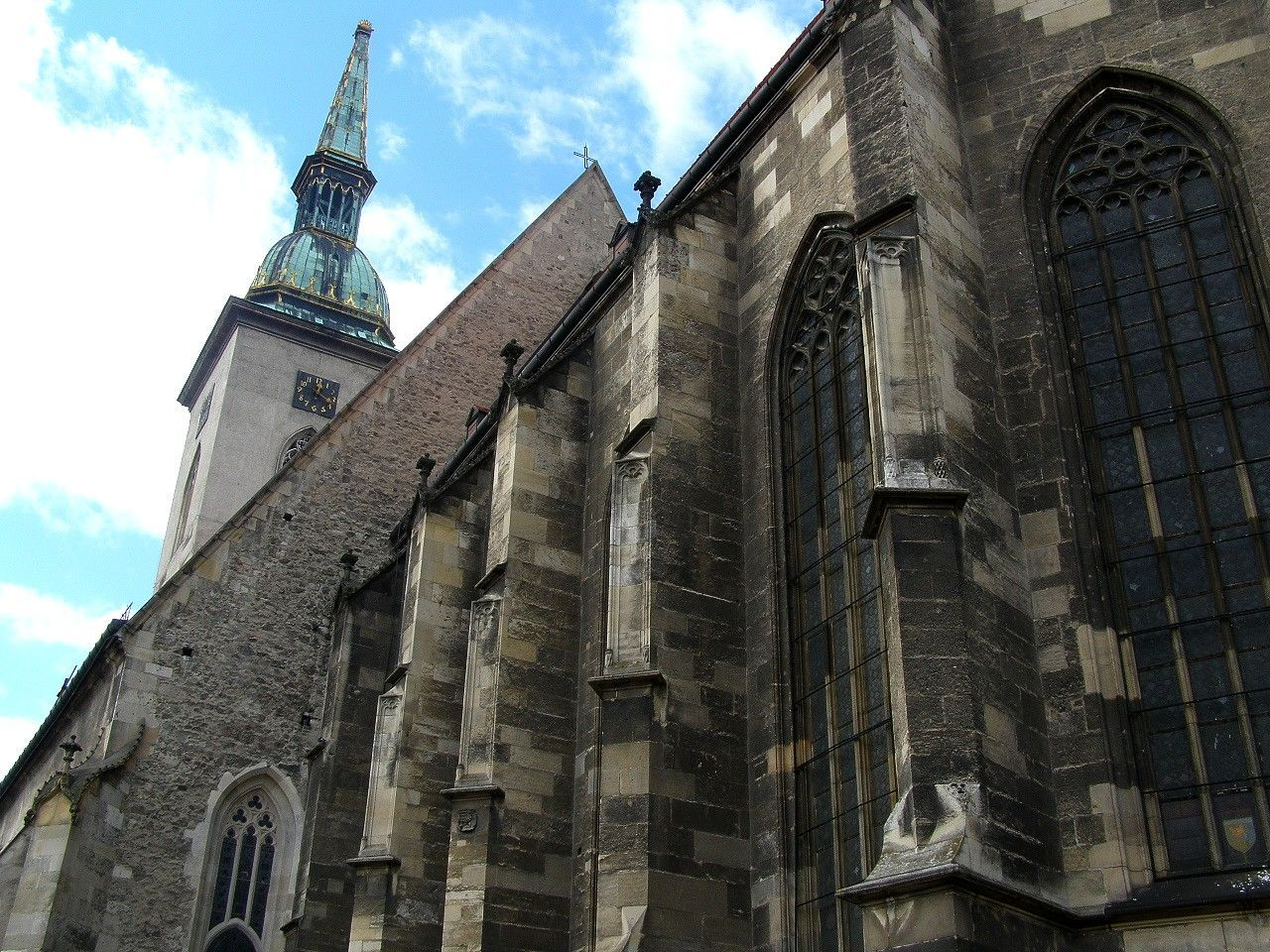

- Alamizsnás Szent János-kápolna 1732-ből (Georg Raphael Donner munkája), melynek építését az akkori esztergomi érsek, Esterházy Imre rendelte el. Alatta található a kripta, ahová 1745-ben őt temették.
- Szent Anna-kápolna
- Szent József kápolna, 1204-ből
- A cseh királynőnek ajánlott kápolna, 1204-ből

## Koronázások
Lásd még: a magyar királyok koronázása cikket
| - Miksa császár és király (1563. szeptember 8.) - Mária, Miksa felesége (1563. szeptember 9.) - Rudolf császár és király (1572. szeptember 22.) - II. Mátyás császár és király (1608. november 19.) - Anna, II. Mátyás felesége (1613. március 25.) - II. Ferdinánd császár és király (1618. július 1.) - Mária Anna, III. Ferdinánd második felesége (1638. február 14.) - IV. Ferdinánd király (1647. június 16.) - Eleonóra Magdolna, III. Ferdinánd harmadik felesége (1655. június 6.) | - I. Lipót császár és király (1655. június 27.) - I. József császár és király (1687. december 9.) - III. Károly császár és király (1712. május 20.) - Erzsébet Krisztina, III. Károly felesége (1714. október 18.) - Mária Terézia uralkodónő (1741. június 25.) - II. Lipót császár és király (1790. november 15.) - Mária Ludovika, I. Ferenc harmadik felesége (1808. szeptember 7.) - Karolina Auguszta, I. Ferenc negyedik felesége (1825. szeptember 25.) - V. Ferdinánd császár és király (1830. szeptember 28.) |

## Építészeti adatok

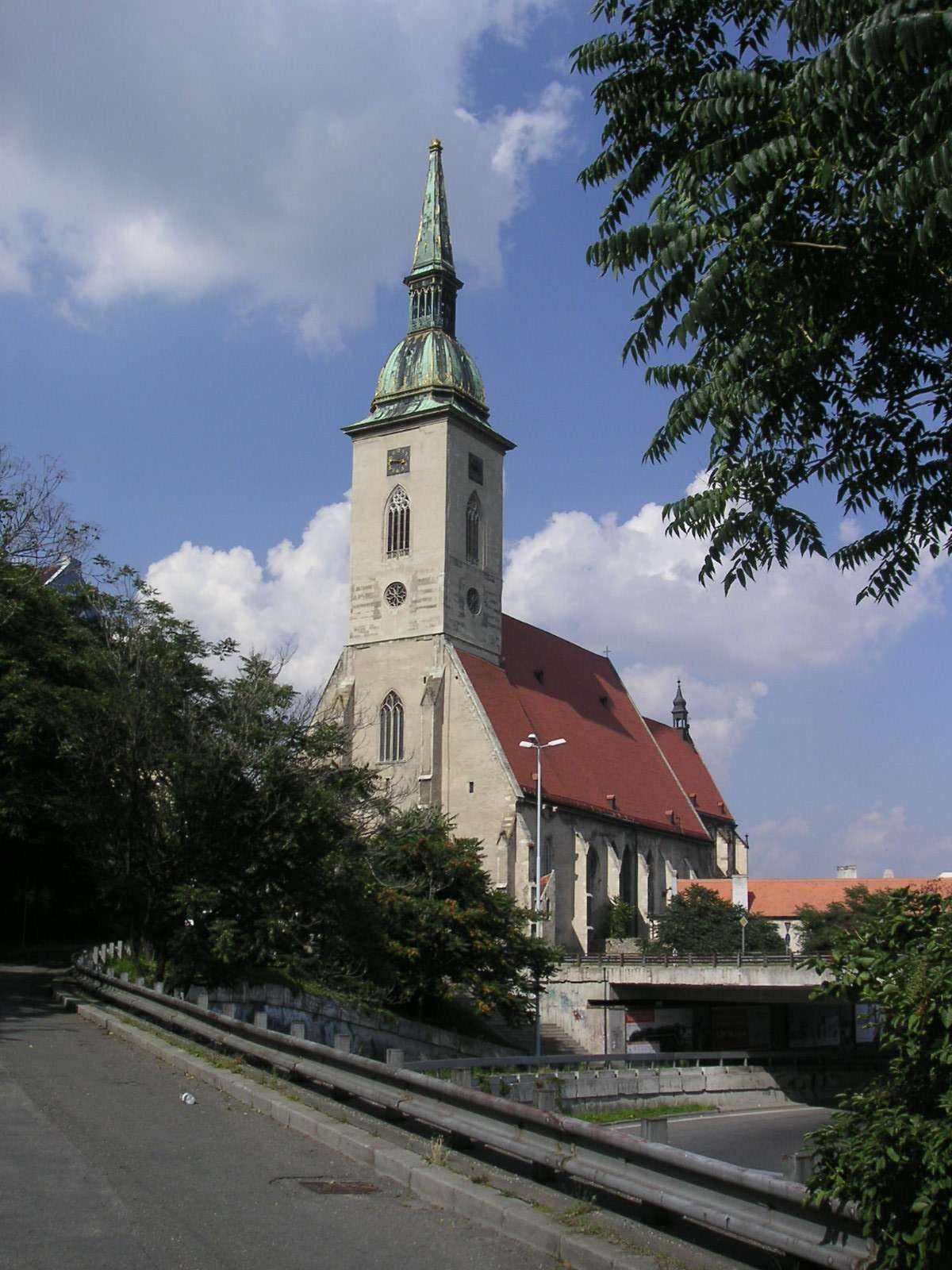
A dóm

Építése a 13. században kezdődött. Mai alakja többszöri átépítés eredménye, ugyanis háborúk és földrengések során többször megsérült. A dóm tornya 85 méteres, a legmagasabb Pozsonyban. A tetején van a Szent Korona másolata (150 kilogramm tömegű és 164 cm magas), amelyet 2010. augusztus 18-án emeltek le restaurálás céljából. A templomtorony a város erődítményének része volt, így bástyaként is szolgált. Donner György Rafael tervezte a barokk Alamizsnás Szent János-kápolnát. A templomban gótikus és reneszánsz síremlékek találhatók. Szent Márton ereklyéit a főoltár felett elhelyezett ezüstkoporsóban őrzik.

### A templom környéke
A templom mellett van a Rudnay tér (Rudnayho námestie). Ennek közepén található Anton Bernolák szobra. A tér két szélén, a lépcsősorok mellett, fákkal gondosan benőve rejtőzik Liszt Ferenc (1911) és Donner György Rafael (1883) szobra, amiket csak a leleményes látogatók vesznek észre. Szintén a közelben van a Hal téren (Rybné námestie) álló barokk Szentháromság-szobor, melyet pestisoszlopnak is hívnak. A közelében van a klarisszák 14. században épített kolostora és temploma.

### Belső tere

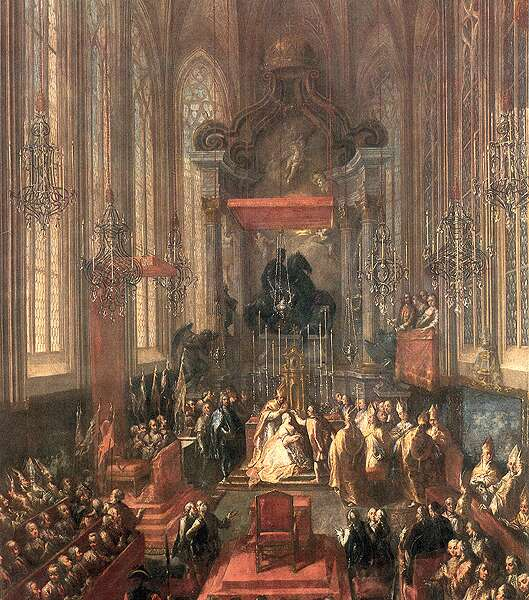
Mária-Terézia koronázása

A templomban látható ólomból kiöntött Szent Márton-szobrot Donner György Rafael készítette, 1734-ben. A templom katakombáiban sok híres ember nyugszik. Köztük:
- Jozef Ignác Bajza – kanonok, szlovák író
- Esterházy Imre – esztergomi érsek
- Krman Dániel – evangélikus püspök, író
- Schomberg György – az Academia Istropolitana alkancellárja
- Pálffy János – a szatmári béke létrehozója, utóbb nádor
- Pázmány Péter – prímás, esztergomi érsek

A templom 2002. november 11-étől nemzeti kulturális emlék.

## Galéria
| Karolina Auguszta osztrák császárné, magyar és cseh királyné menete Pozsonyban, 1825. szeptember 25. |  |
| |  |

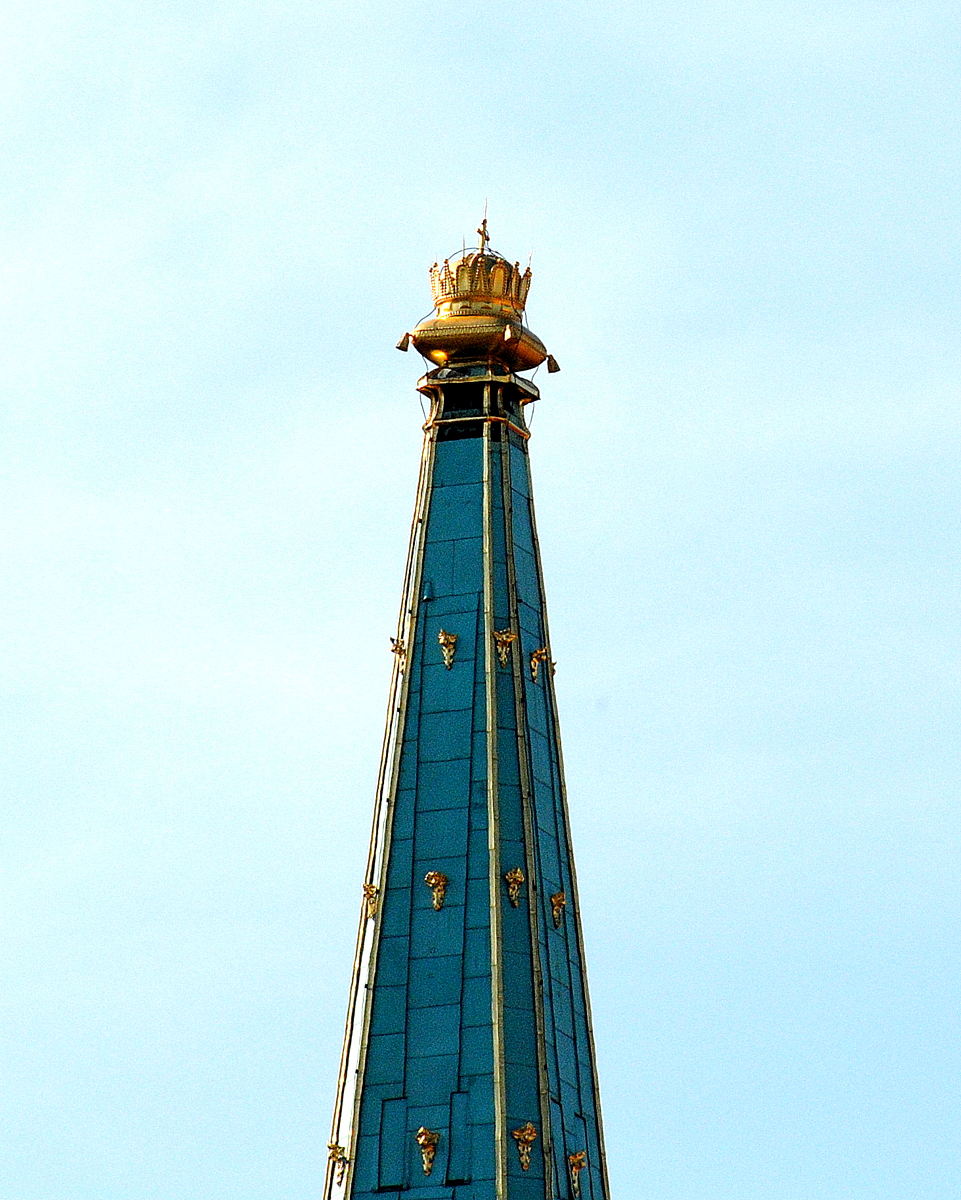
A 150 kg-os, 164 cm magas korona a torony tetején
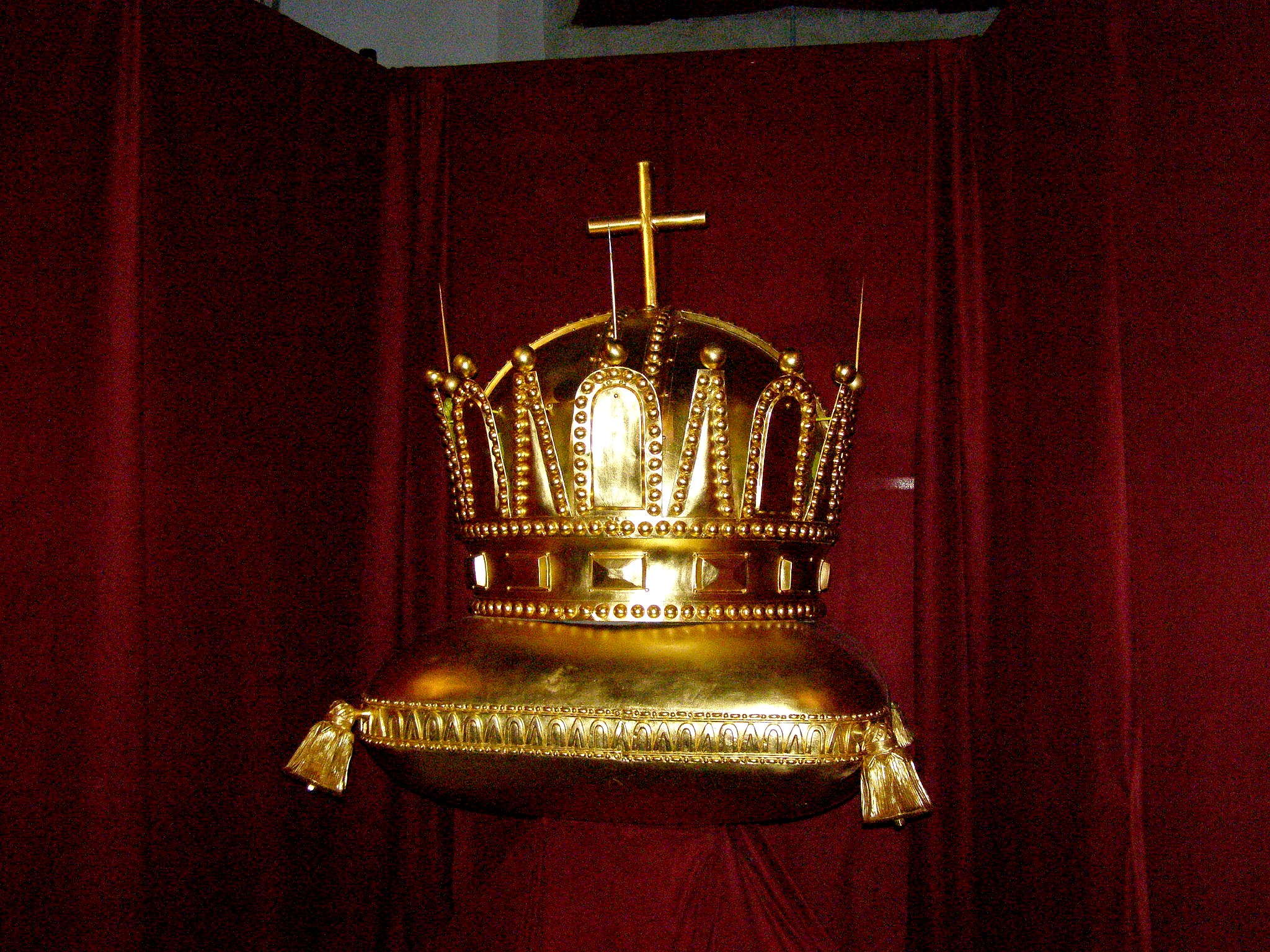
A restaurált korona másolata
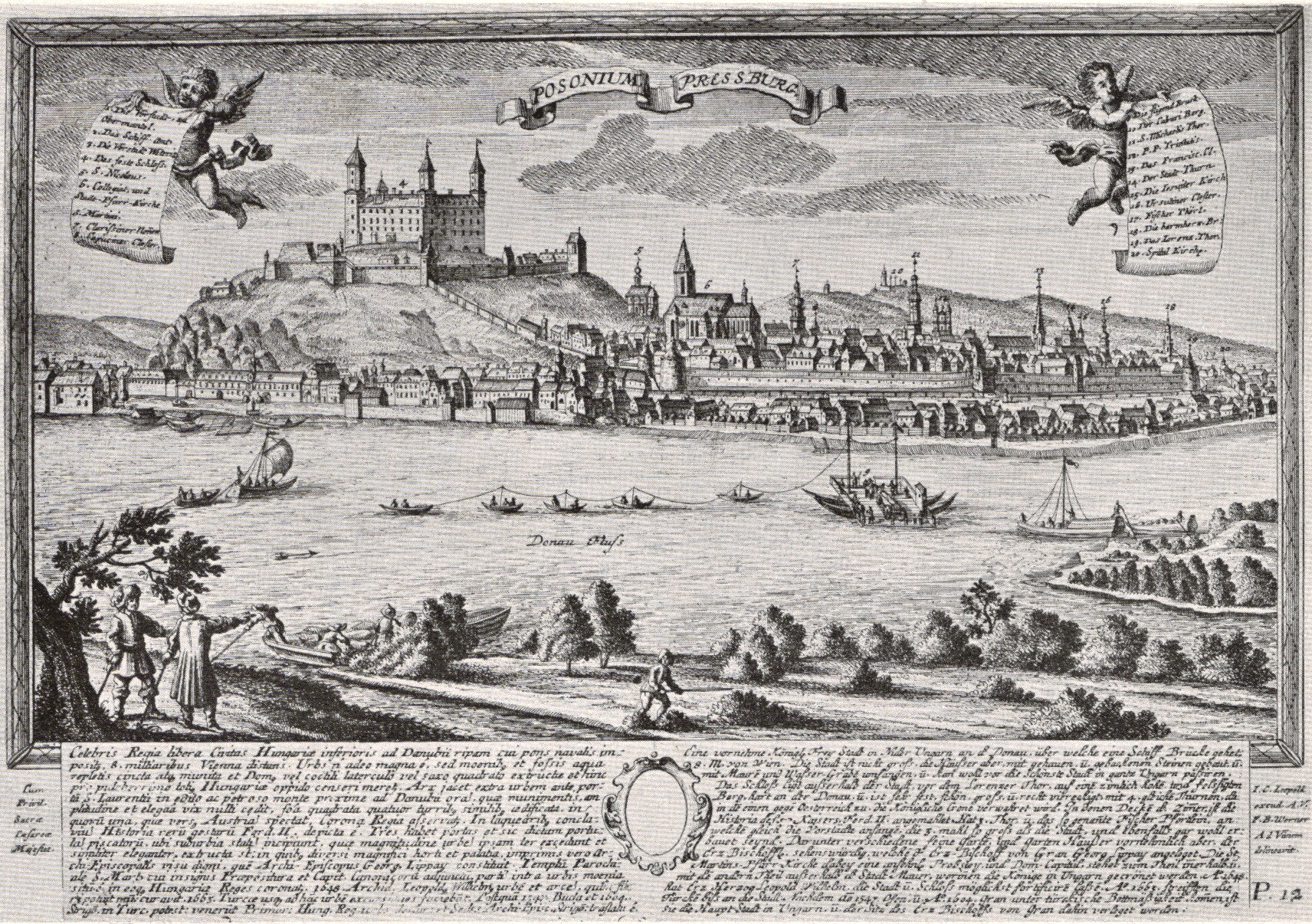
Pozsony, 1735
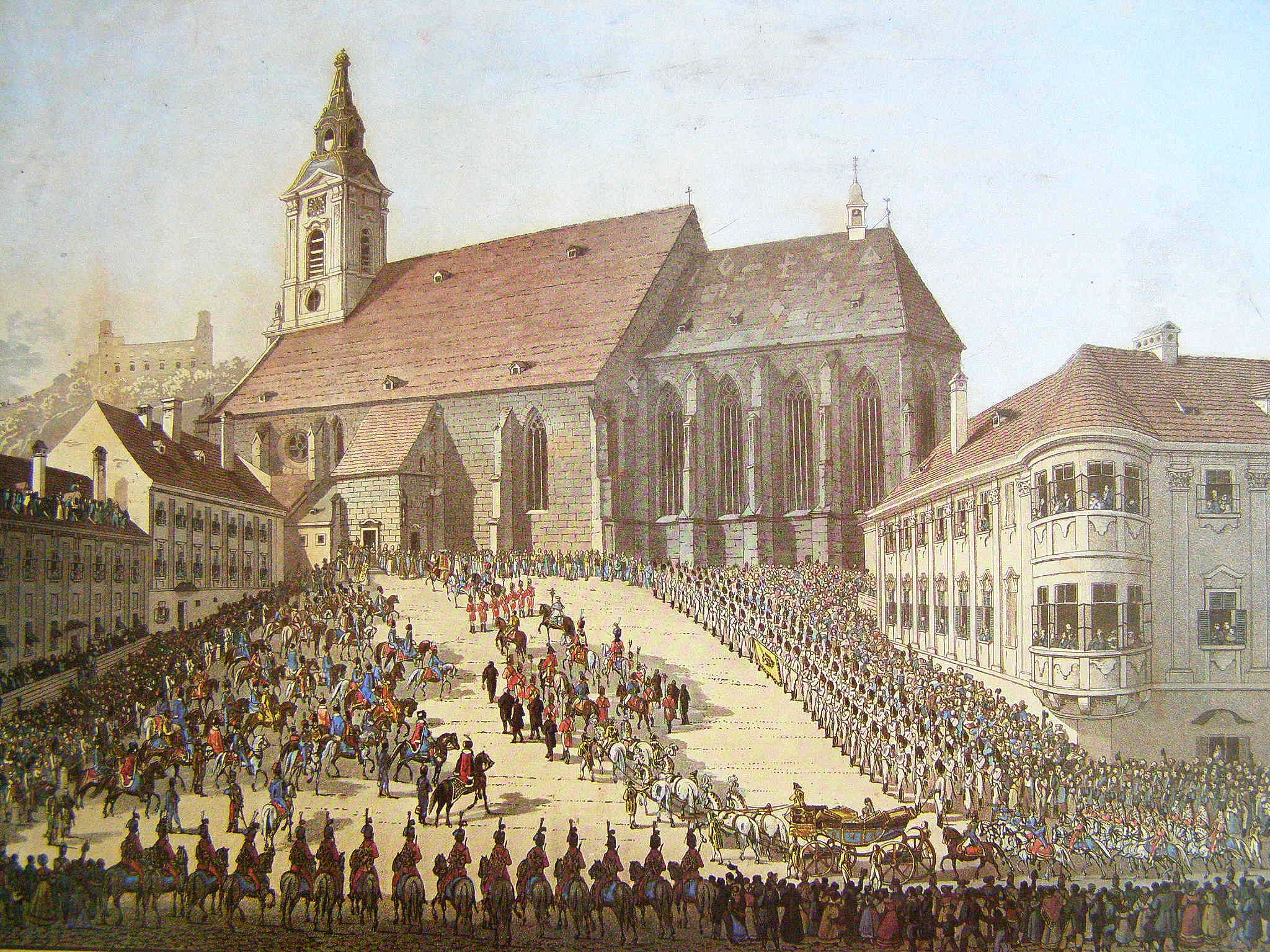
II. Lipót 1790-es koronázása
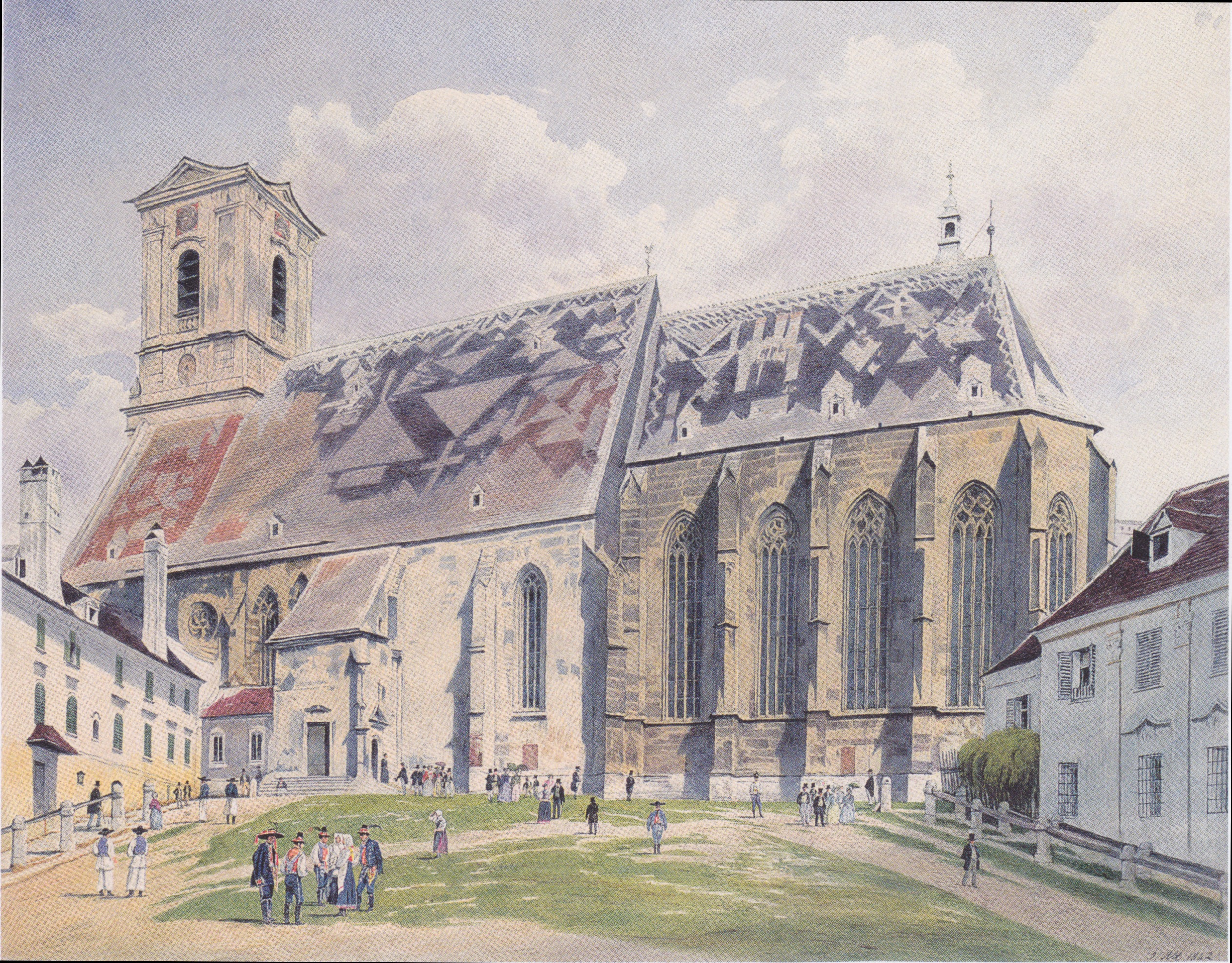
1842
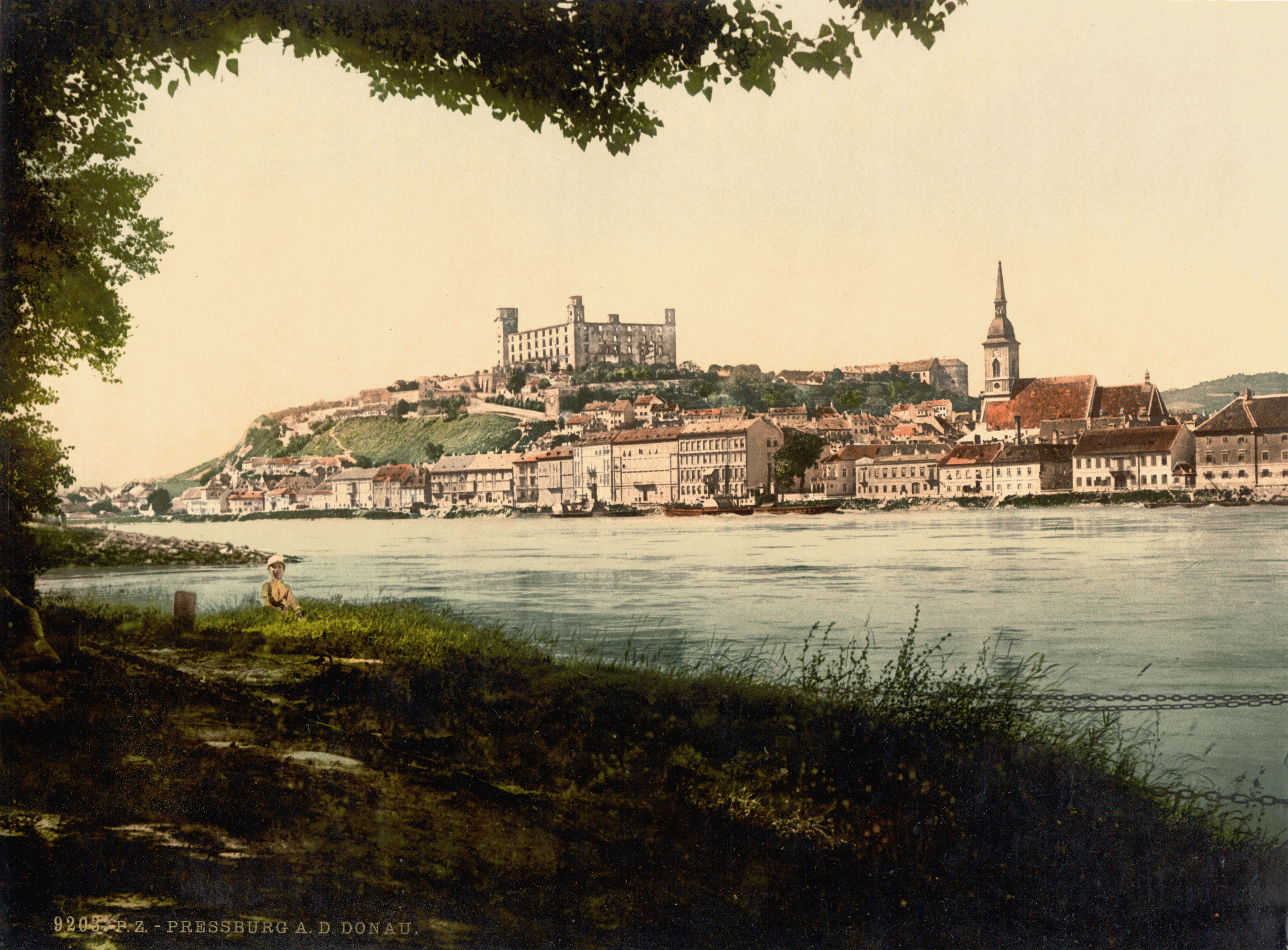
1900-ban, (az új 1877-ben elkészült neogót toronnyal)
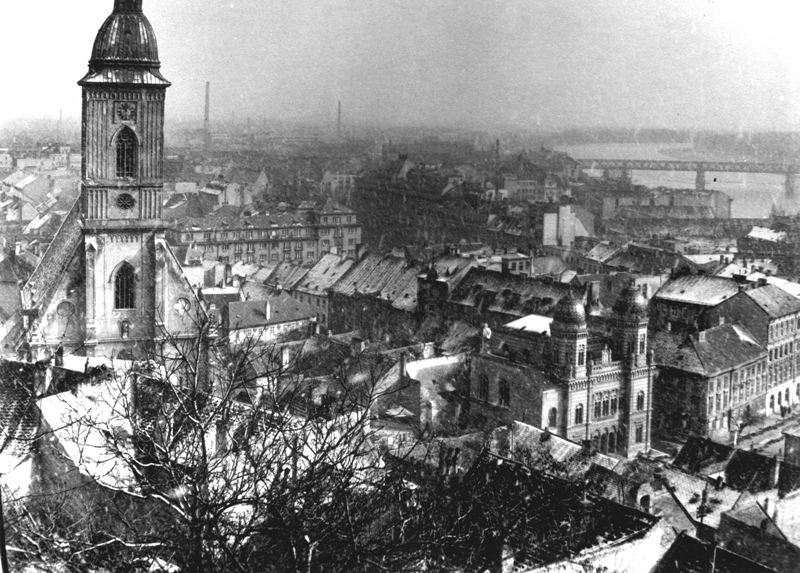
1960
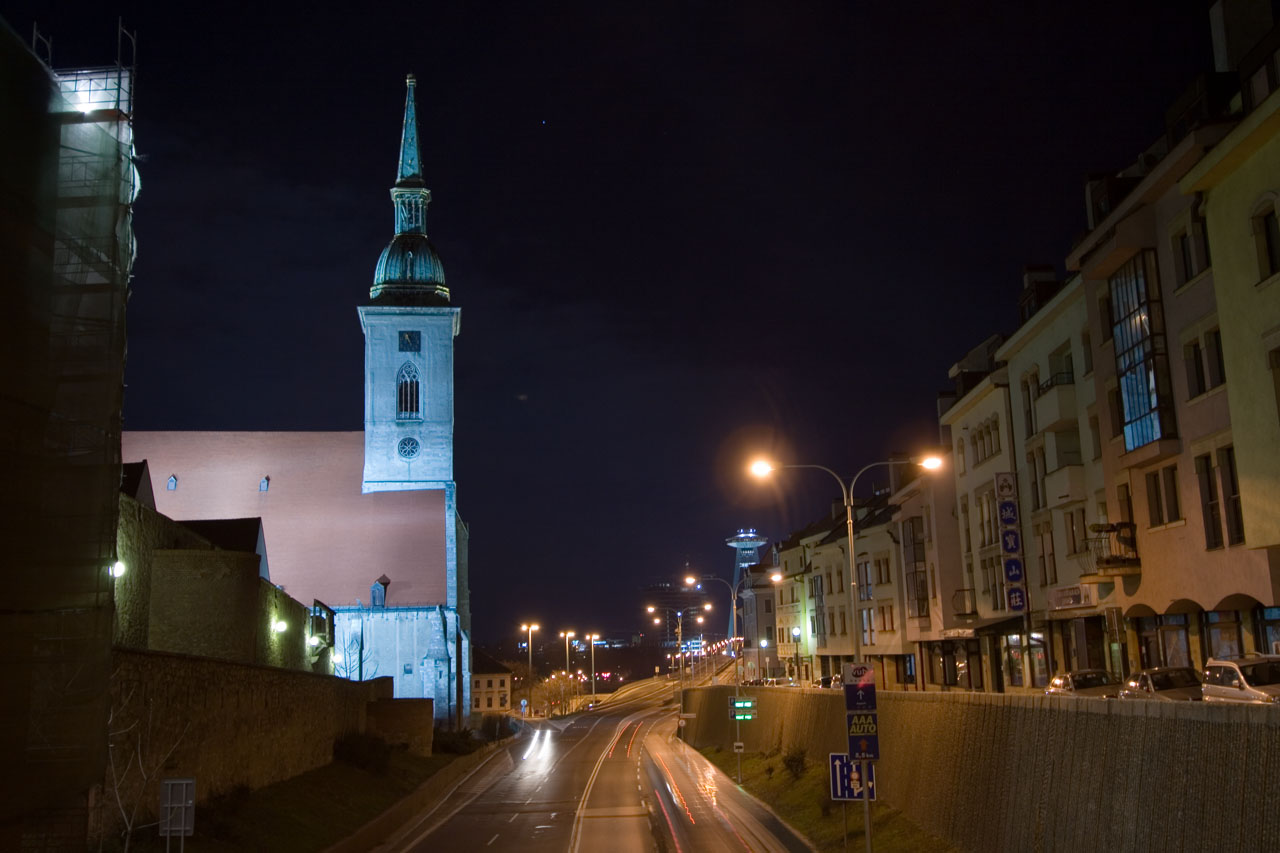
A dóm éjszaka
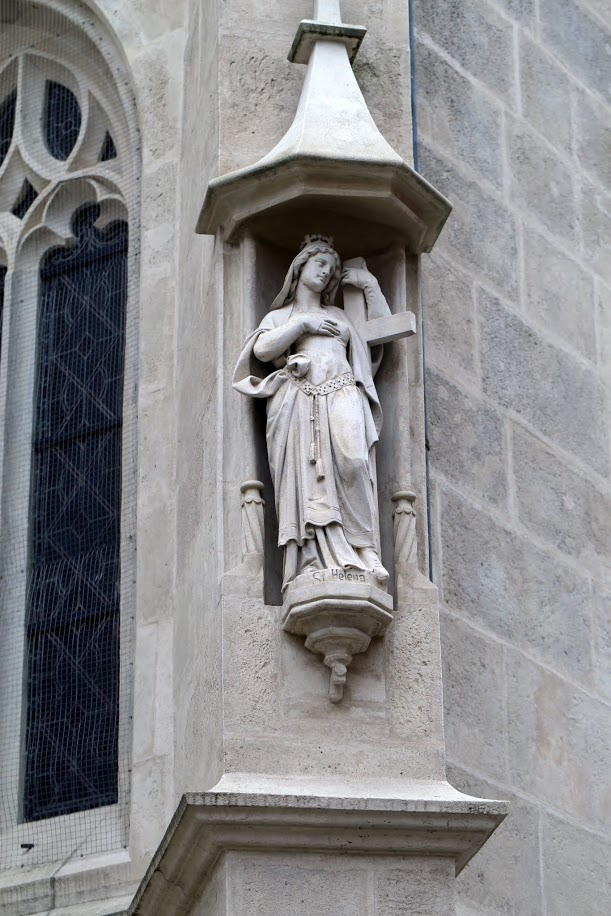
Szent Ilona
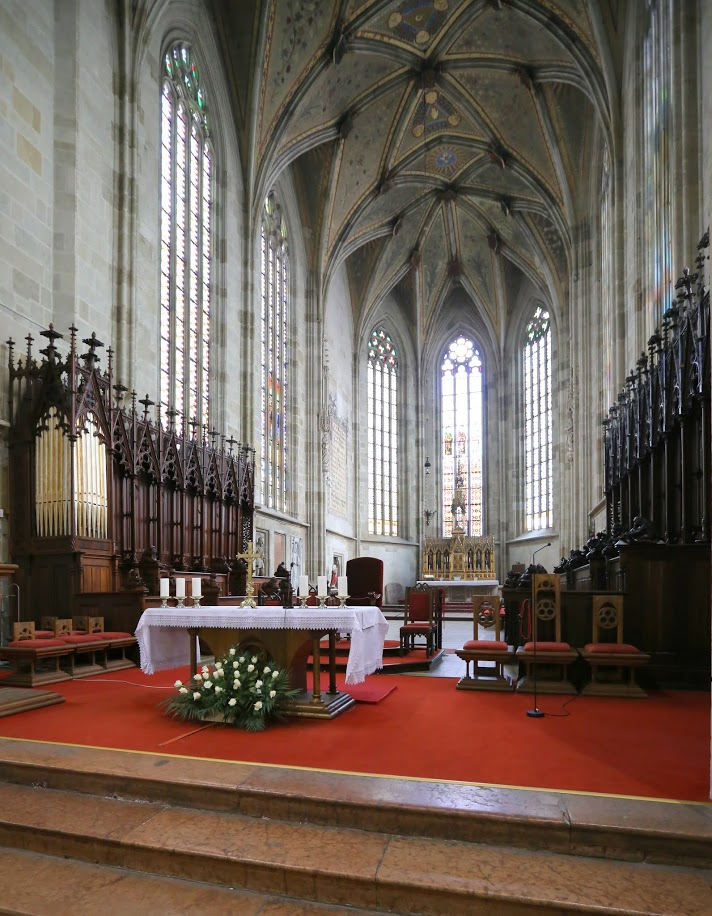
Szentély
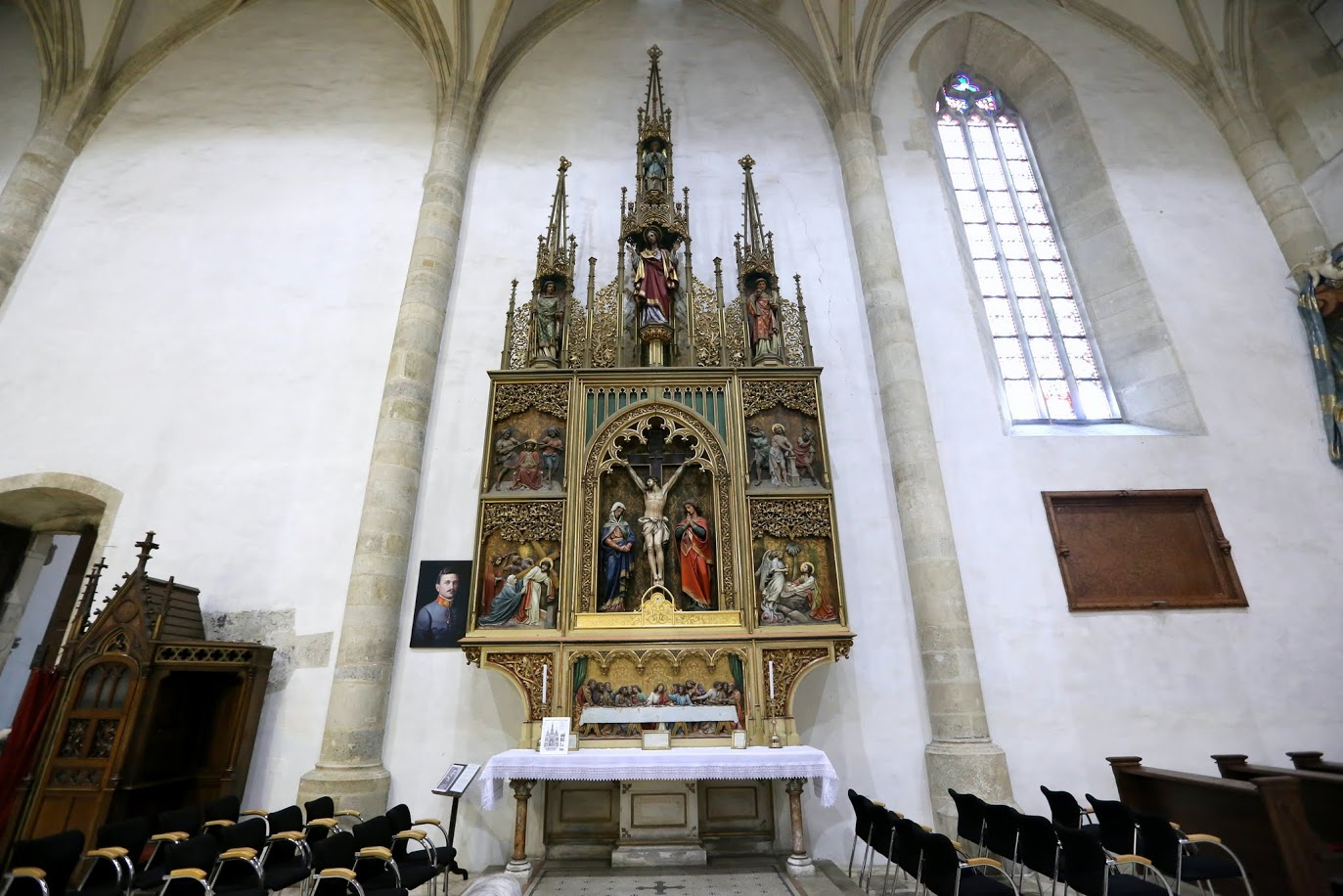
Kálvária („háborús”) mellékoltár
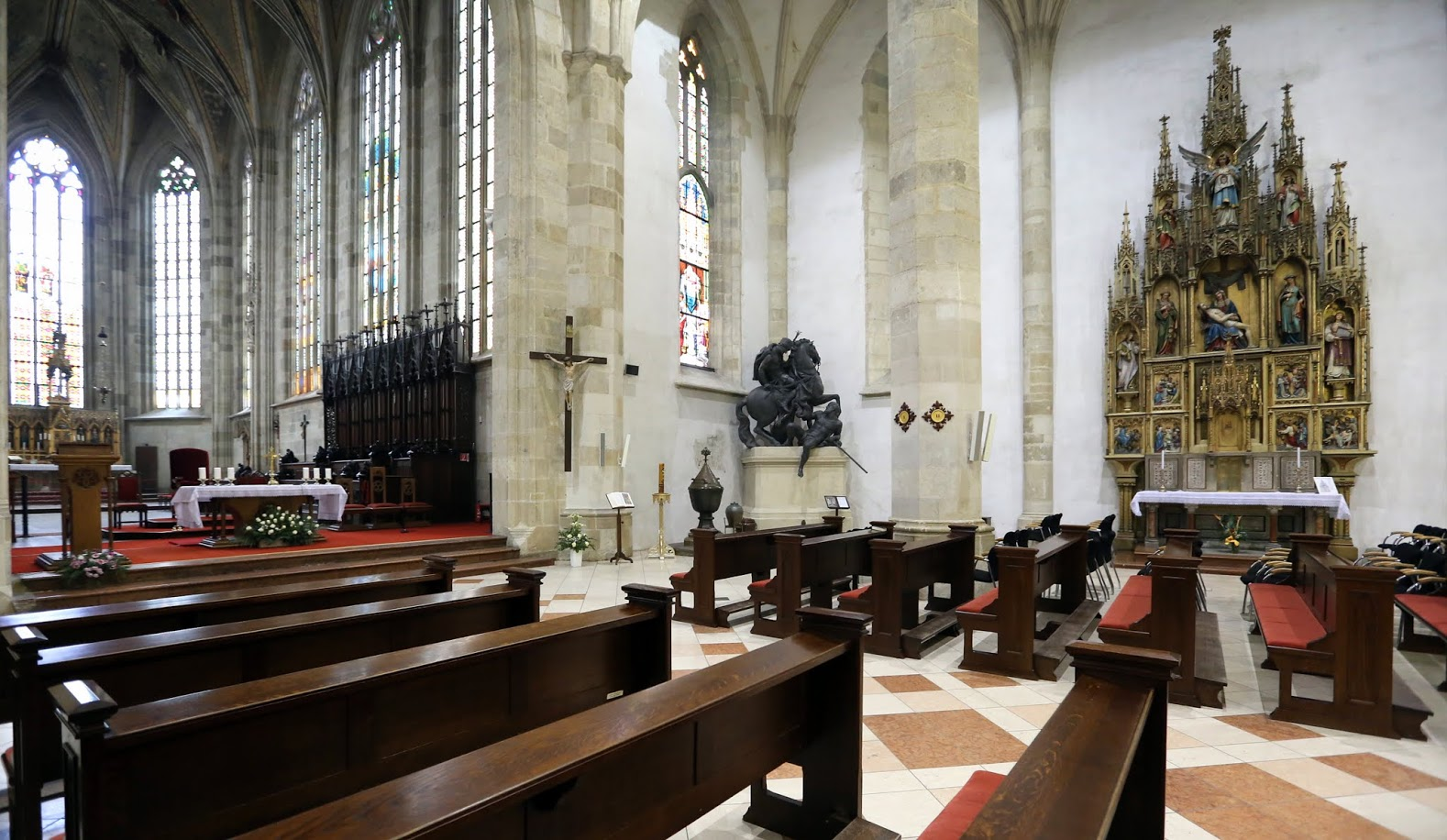
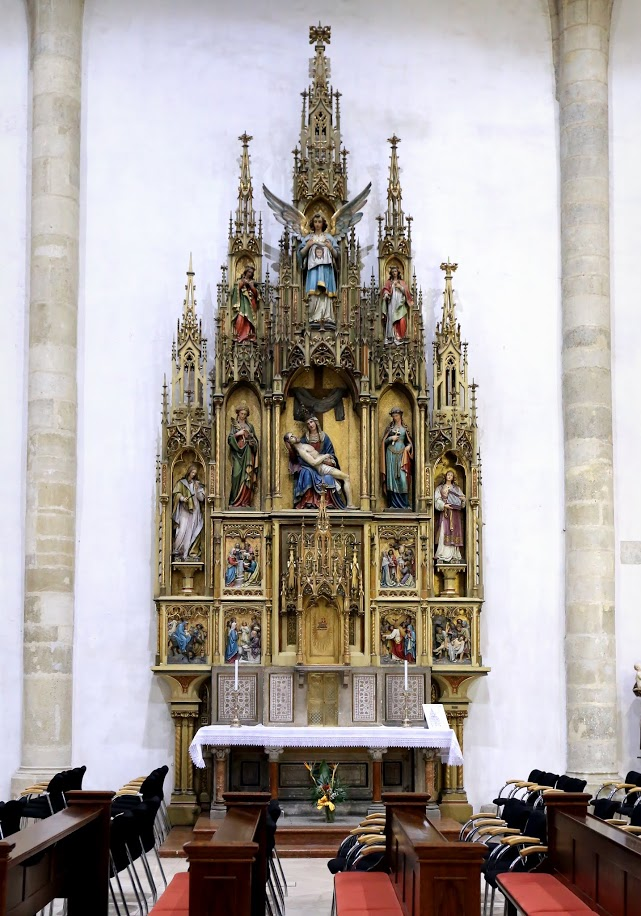
Hétfájdalmú Szűz mellékoltár
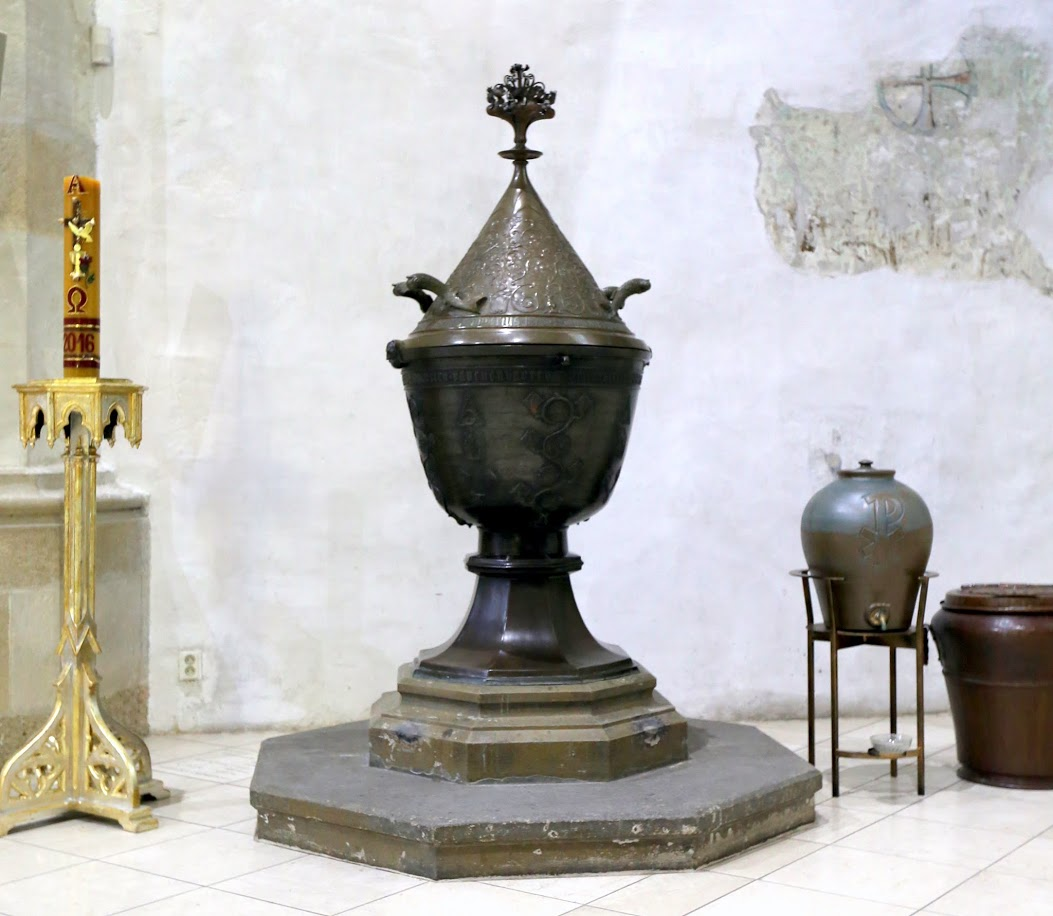
Bronz keresztelő medence, 1409 (fedél: 1878)
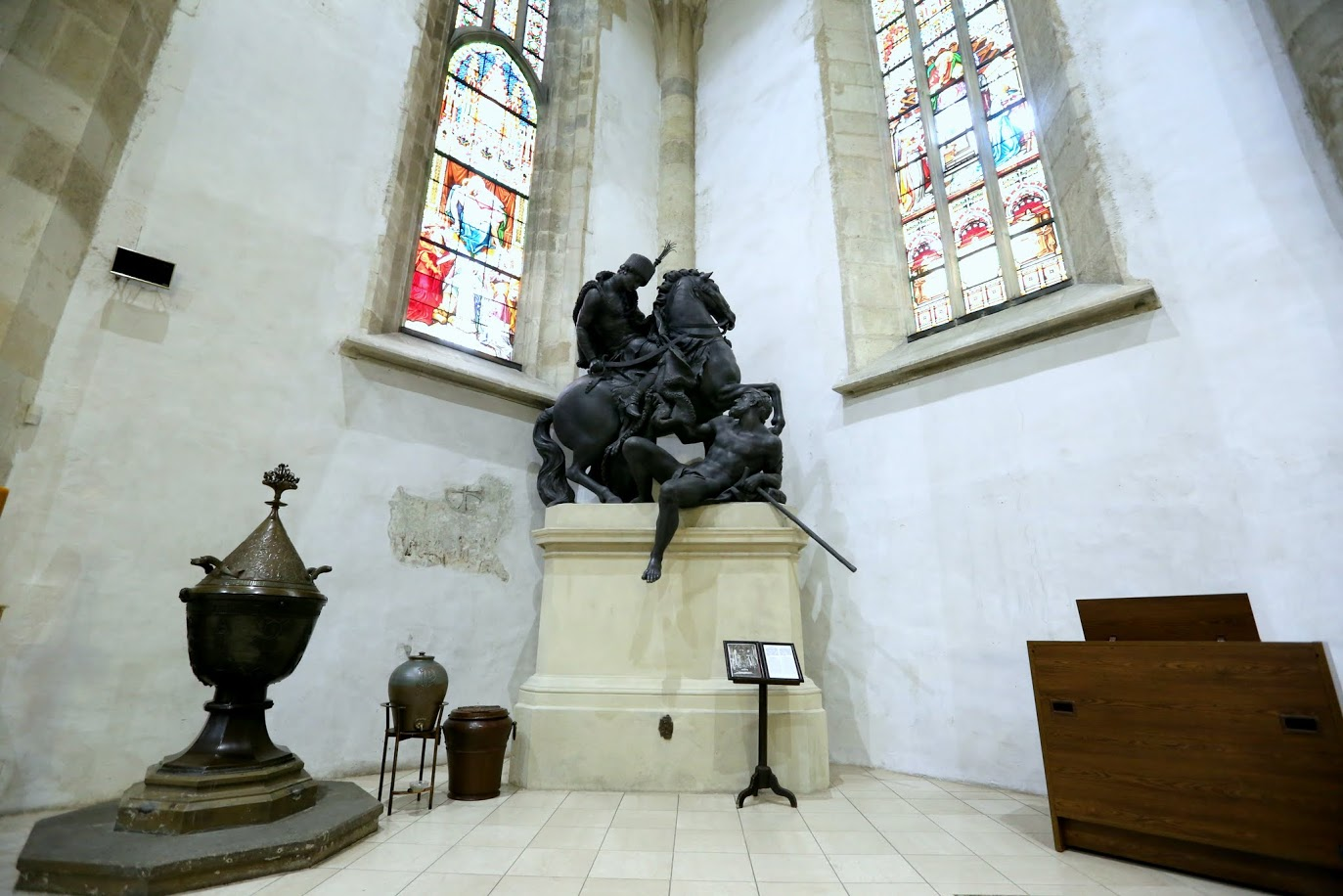
Szent Márton és a koldus (1866-ig a barokk főoltár része volt)
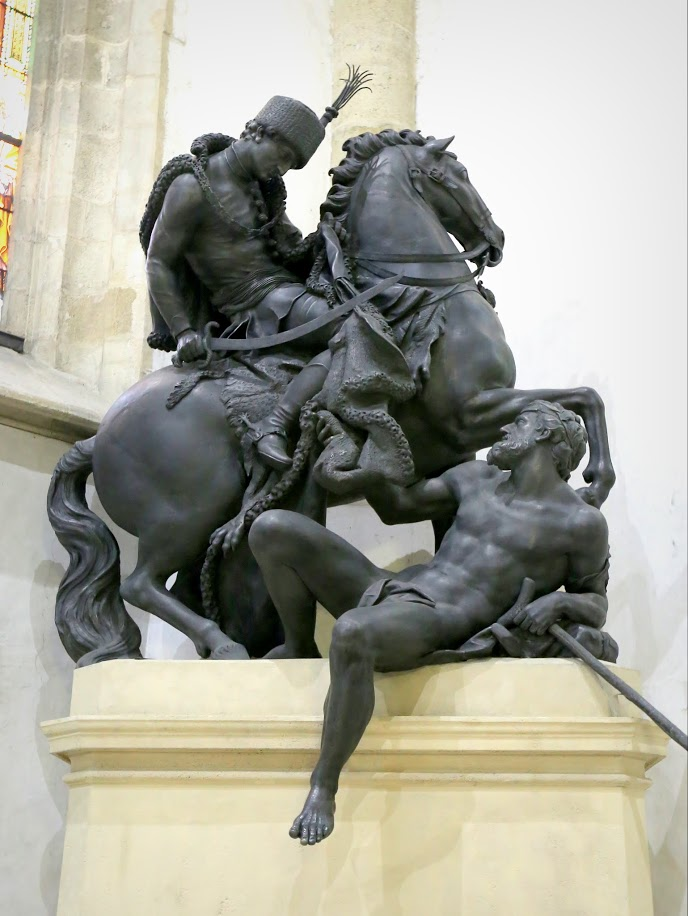
Szent Márton huszár egyenruhás lovas szobra (Donner, 1734)
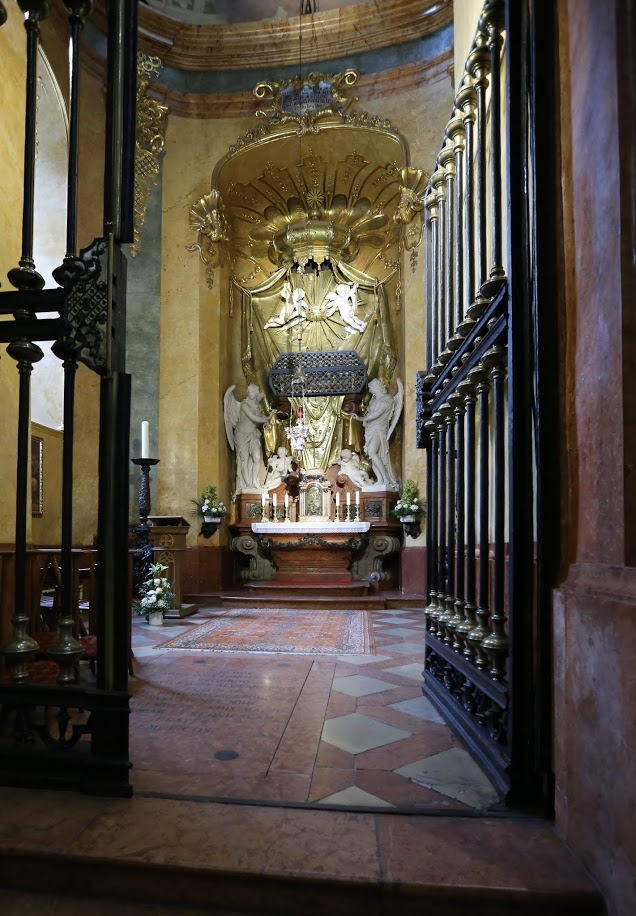
Alamizsnás Szent János (556–619) kápolna (1732)
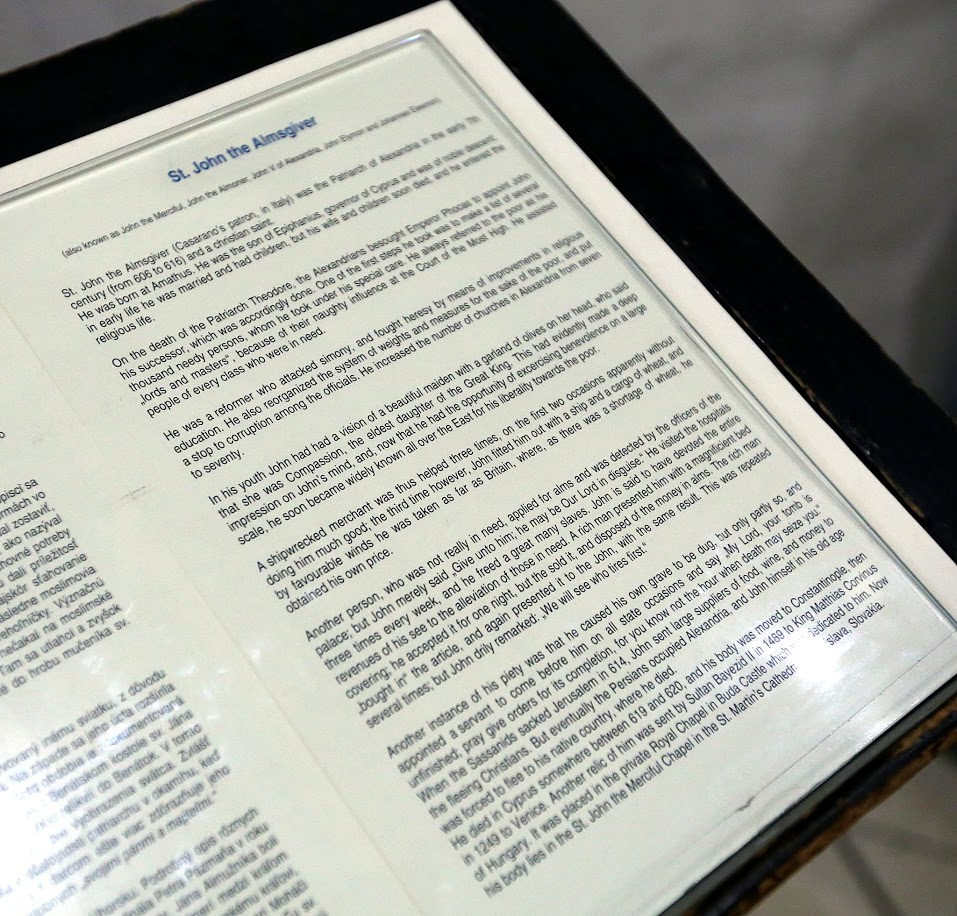
Az Alamizsnás Szent János-kápolna leírása
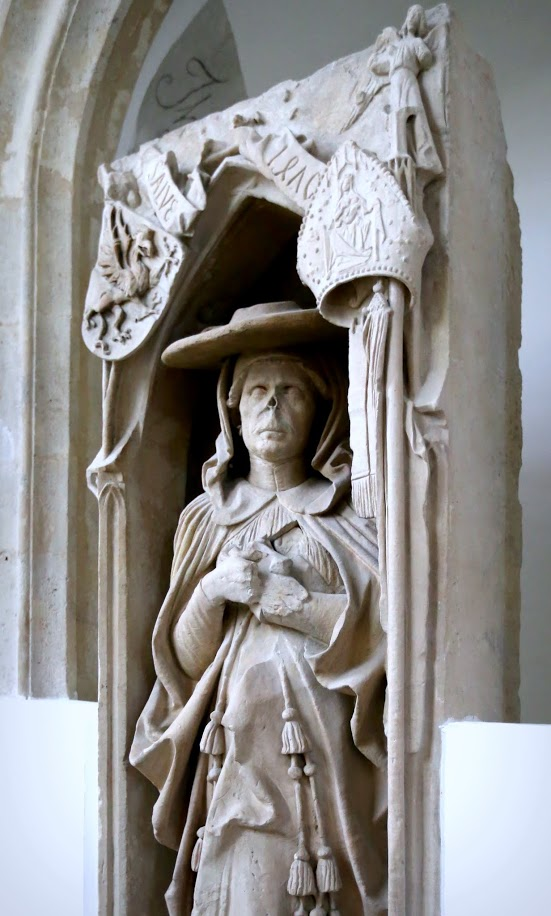
Schönberg (Schomberg) György (142?-1486) pozsonyi prépost síremléke
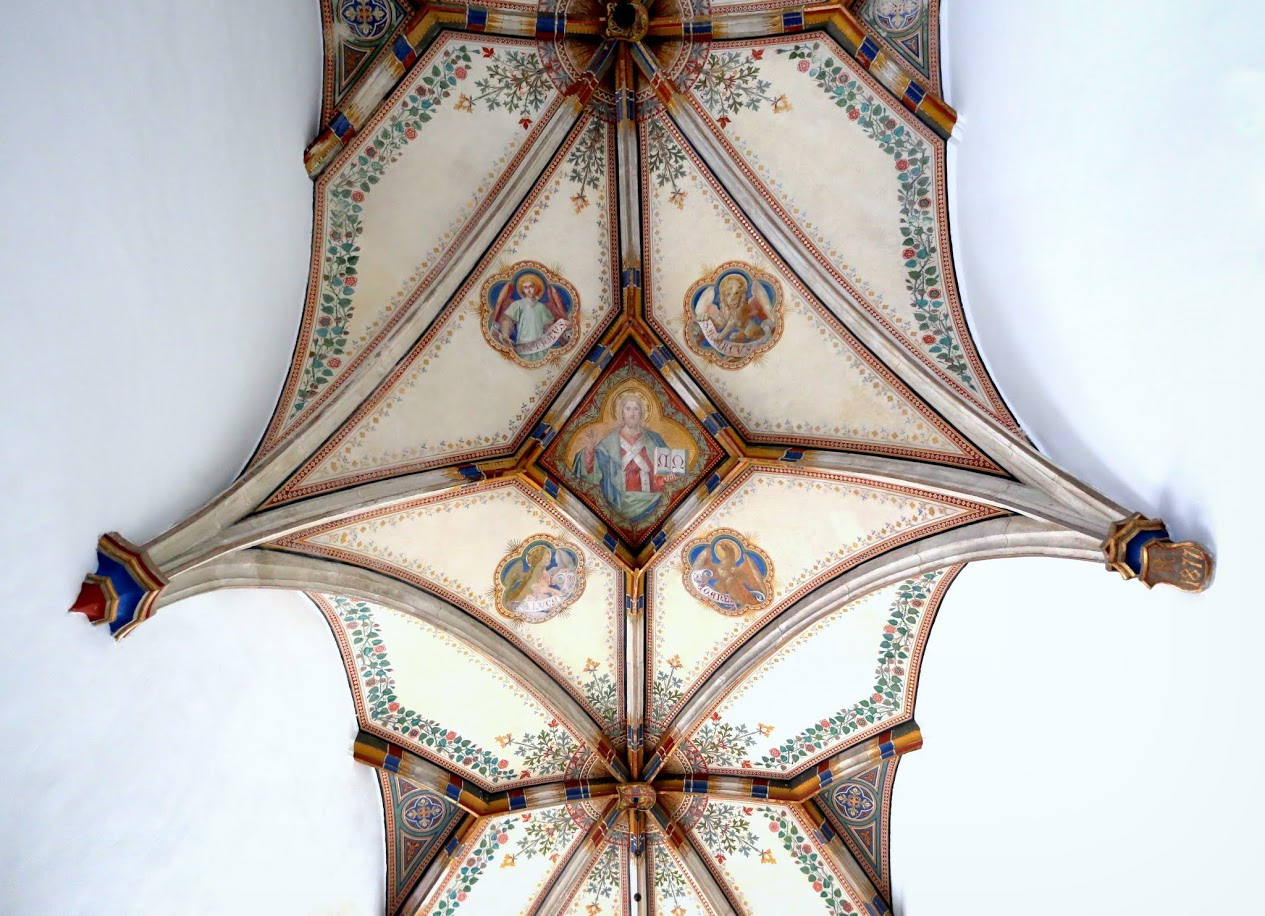
A Szent Anna-kápolna mennyezete
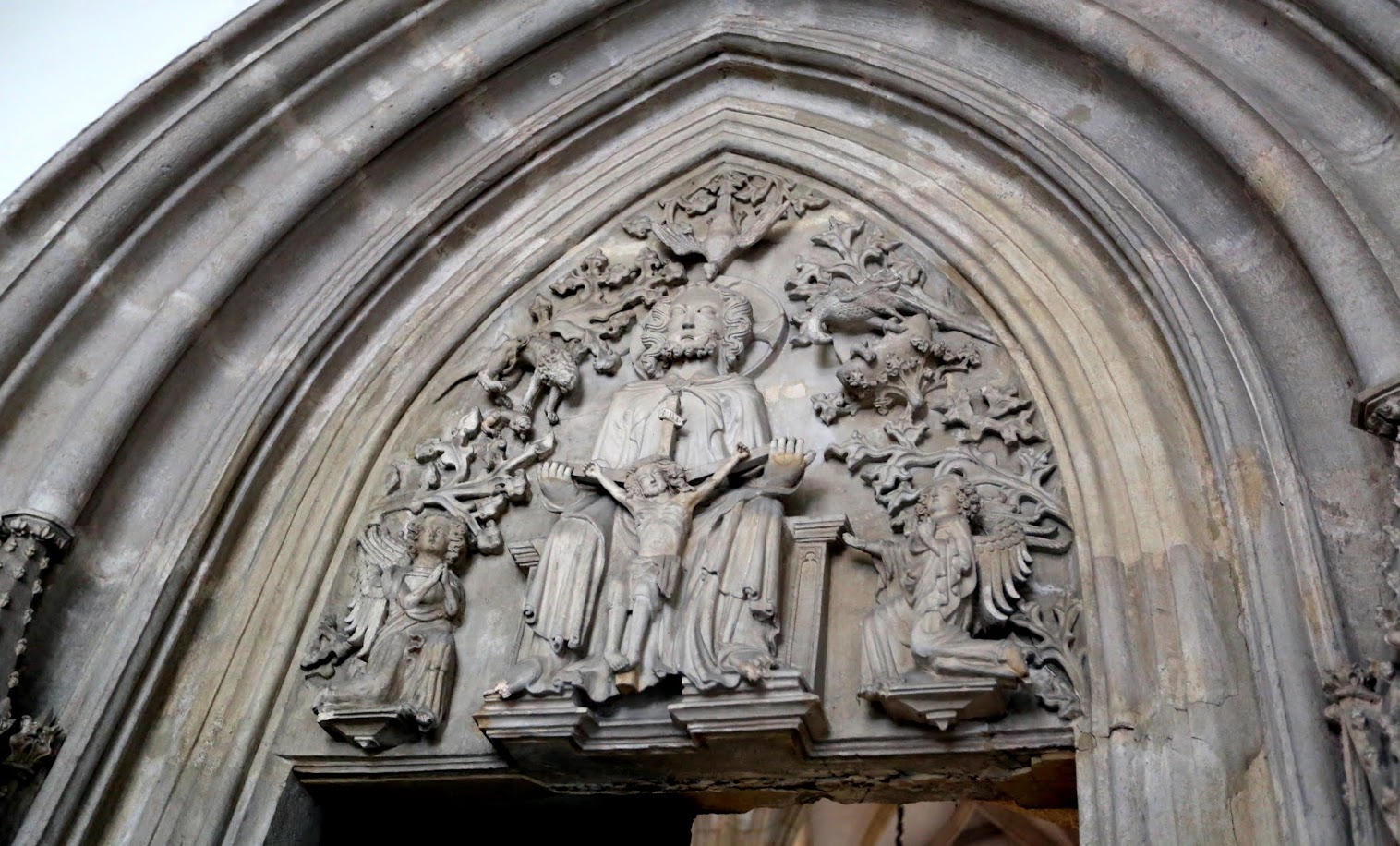
Szentháromság – a Szent Anna-kápolna kapuzatrészlete
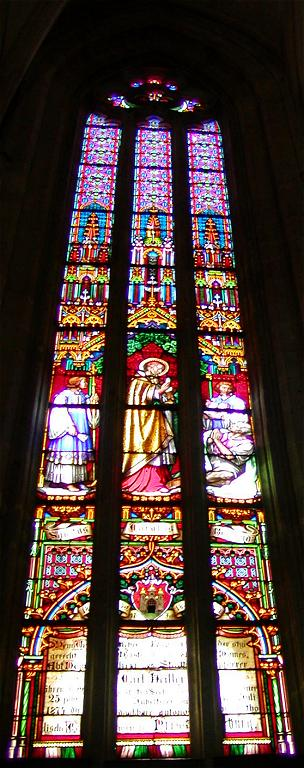
A dóm egyik üvegablaka
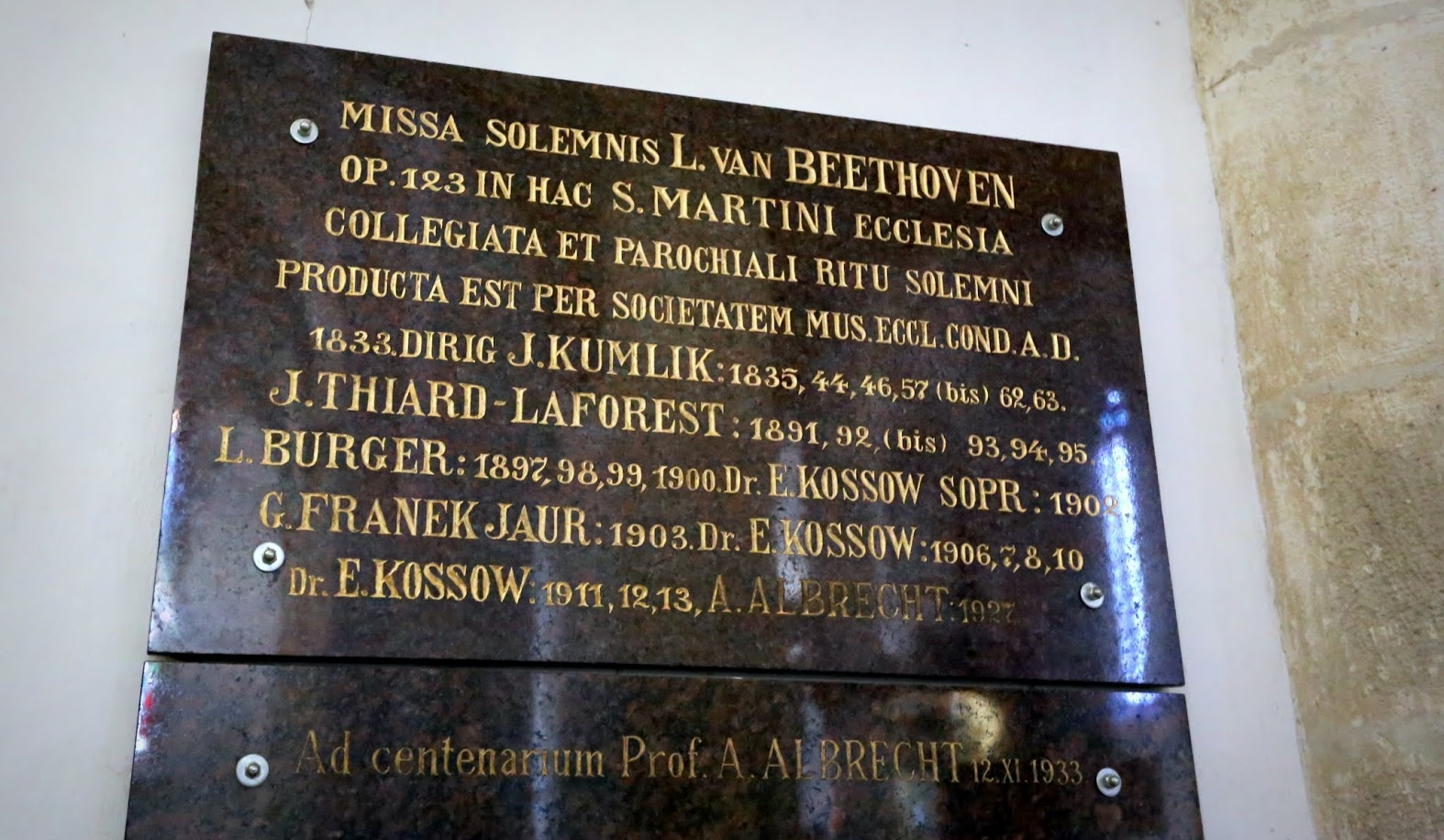
Beethoven Missa Solemnise ősbemutatójának emléktáblája
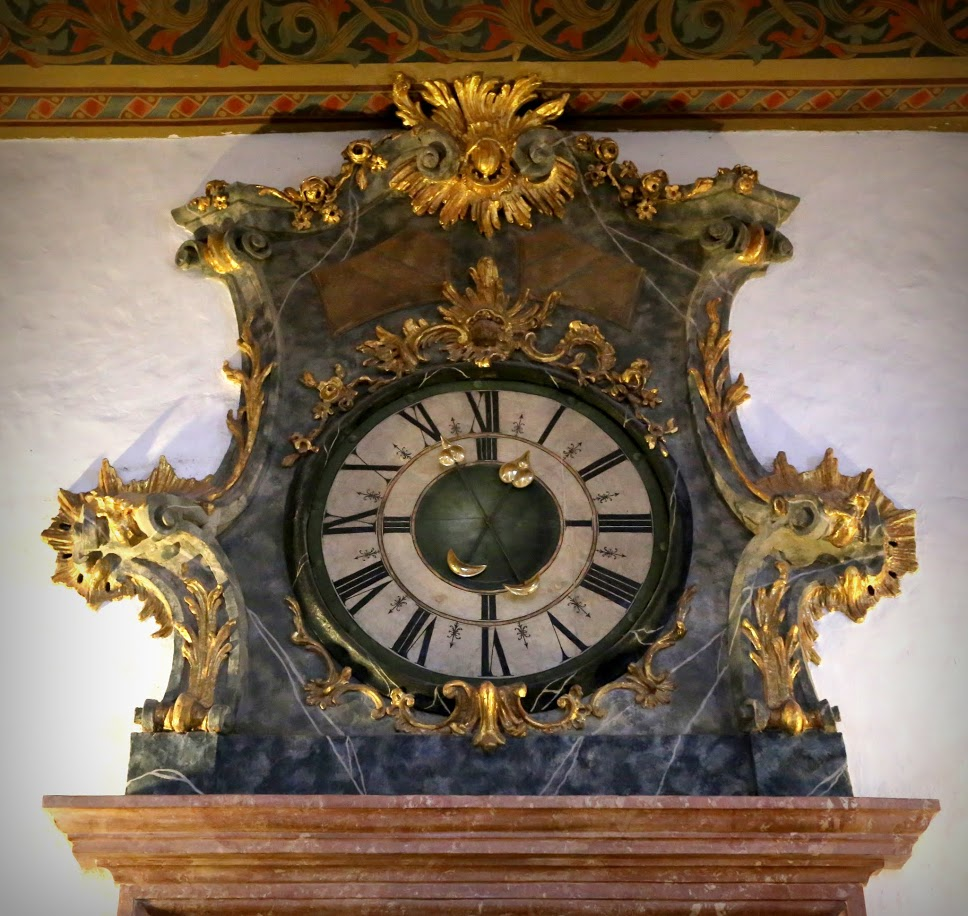
Díszes óra
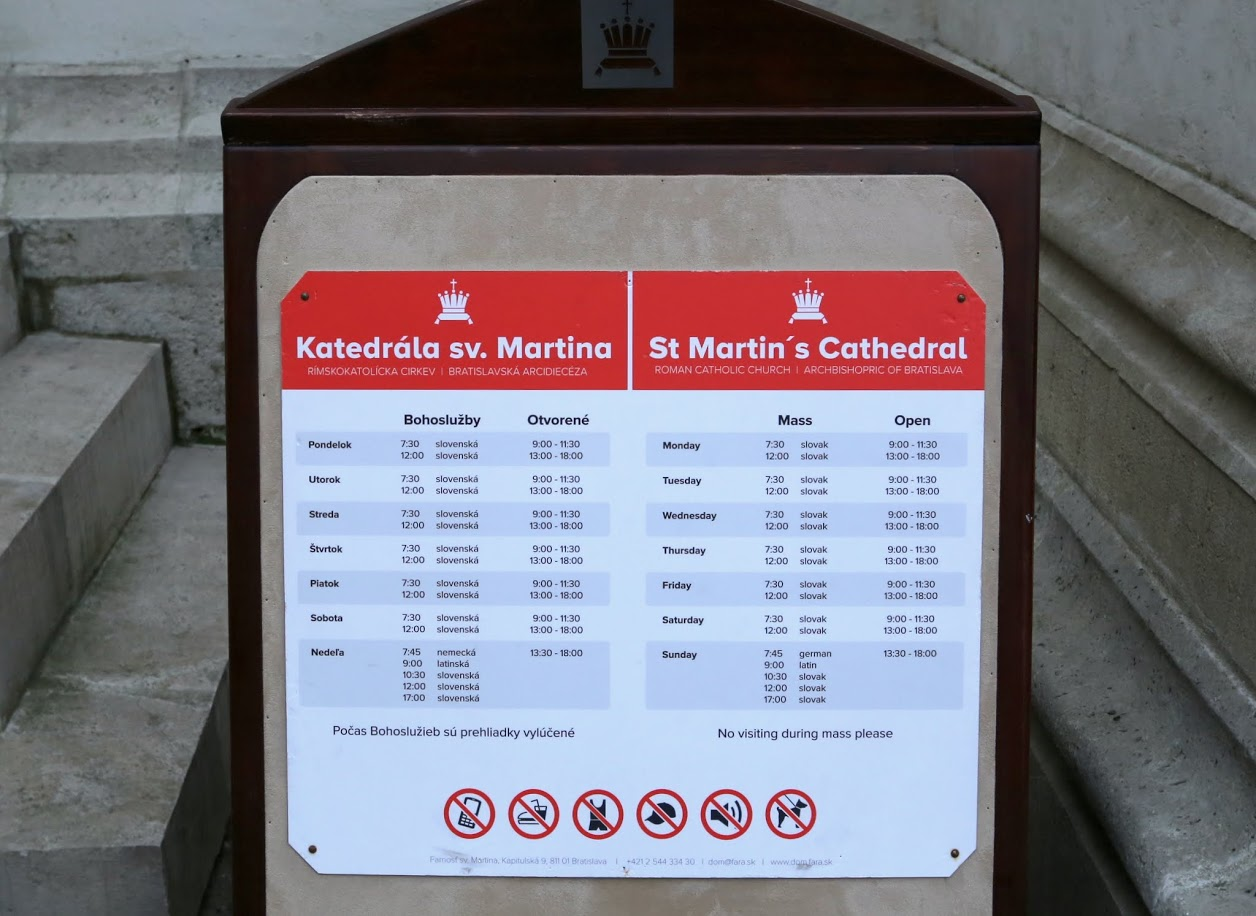
Miserend és nyitvatartás